# Nössemarks församling
Nössemarks församling var en församling i Karlstads stift och i Dals-Eds kommun i Västra Götalands län (Dalsland). Församlingen uppgick 2010 i Dals-Eds församling.

## Administrativ historik
Församlingen har medeltida ursprung. 
Den 1 januari 1958 överfördes från Nössemarks församling till Torrskogs församling ett område (Norra Kölviken och Södra Kölviken) omfattande en areal av 43,47 km², varav 33,80 km² land, och med 76 invånare. Området är beläget öster om Stora Le. Nössemark innehöll även efter det områden öster om sjön. Nössemarks församling hade 690 invånare 1960.
Församlingen var till 1962 annexförsamling i pastoratet Dals-Ed, Nössemark, Håbol och Töftedal som till 1670 även omfattade Rölanda och Gesäters församlingar. Från 1962 till 2010 var församlingen annexförsamling i pastoratet Dals-Ed, Nössemark och Håbol, som från 1998 även omfattade Gesäters, Rölanda och Töftedals församlingar. Församlingen uppgick 2010 i Dals-Eds församling.

## Kyrkor
- Nössemarks kyrka